# Icewind Dale
Icewind Dale ist ein Computer-Rollenspiel des US-amerikanischen Entwicklers Black Isle Studios aus dem Jahr 2000, das auf dem Rollenspiel-Regelwerk Advanced Dungeons & Dragons basiert. Es erschien für Windows und Mac OS X im Vertrieb von Interplay Entertainment. Im Spiel erstellt der Spieler eine Heldengruppe, die eine unbekannte Bedrohung des arktischen Eiswindtals abwenden soll. Icewind Dale ist nach Baldur’s Gate und Planescape: Torment der dritte Titel der sogenannten Infinity-Spiele, das heißt, er nutzt ebenfalls die Infinity-Engine des kanadischen Entwicklers BioWare und weist daher zahlreiche spielerische und inhaltliche Gemeinsamkeiten zu diesen Titeln auf.

## Handlung
Schauplatz ist wie bereits bei Baldur’s Gate die Kampagnenwelt der Vergessenen Reiche. Die Handlung ereignet sich jedoch in der weiter nördlich von Baldurs Tor gelegenen Region des Eiswindtales, dem Machtbereich der sogenannten Zehnstädte. Ausgangspunkt ist das Fischerdorf Osthafen. Die Heldengruppe des Spielers schließt sich einer Expedition nach Kuldahar an. Die Ortschaft leidet seit einiger Zeit zunehmend unter der Schwächung ihrer magischen Eiche sowie Angriffen durch Monster aus dem umliegenden Gebirge und bittet daher die umliegenden Städte um Unterstützung. Unterwegs gerät die Karawane in einen Hinterhalt, dem die Gruppe als einzige lebend entkommen kann. Ihre Aufgabe ist es fortan, die Hintergründe der Monsterattacken aufzudecken und die Verantwortlichen zur Strecke zu bringen. Von Kuldahar aus bereist die Heldengruppe weite Teile des Eiswindtales, unter anderem das Tal der Schatten, die alte Elfenfeste der abgetrennten Hand, das Drachenauge und die unterirdische Zwergenstadt Dorntief.

## Spielprinzip und Technik
Im Gegensatz zu Baldur's Gate liegt der Schwerpunkt von Icewind Dale auf den taktischen Kämpfen, die jederzeit durch Tastendruck pausiert werden können. Meist kämpfen sich die Charaktere stundenlang durch düstere Höhlen oder lodernde Vulkane. Die Handlung ist streng linear gehalten und bietet wenig Nebenquests.
Zu Anfang des Spiels stellt der Spieler eine maximal sechsköpfige Heldentruppe zusammen, wobei er für jeden Charakter aus sechs Rassen (zum Beispiel Mensch, Elf oder Gnom) und sechs Klassen (zum Beispiel Krieger, Dieb oder Magier) auswählen kann. Dabei kann er Aussehen, Stimme, Fertigkeiten und den Namen jedes einzelnen Charakters bestimmen. Im Gegensatz zu den anderen Infinity-Spielen gibt es im Spielverlauf keine Charaktere, die man in seine Truppe aufnehmen könnte. Es kommt somit zu keinerlei Partyinteraktionen oder Sonderaufträgen.
Die Helden erhalten, wie in Pen-&-Paper-Rollenspielen üblich, für das Lösen von Rätseln und Töten von Gegnern Erfahrungspunkte. Ist eine gewisse Schwelle erreicht, steigt der Charakter um eine Stufe auf. Er erhält zusätzliche Lebenspunkte und je nach Klasse neue Fähigkeiten bzw. die Möglichkeit, vorhandene Fähigkeiten zu verbessern. Anders als in Baldur's Gate können die Charaktere mindestens bis Stufe 15, je nach Klasse auch höher aufsteigen.
Die Magierklasse umfasst Zauberkundige, Magierspezialisten, Hexenmeister und Barden. Anwender göttlicher Magie sind neben dem Kleriker auch Druiden, Waldläufer und Paladine. Magiezauber sind in insgesamt neun Zaubergrade mit zunehmender Mächtigkeit eingeteilt, Priesterzauber nur in sieben Grade. Im Gegensatz zu anderen Rollenspielen gibt es im D&D-System keine Magiepunkte, die für die Verwendung von Zaubersprüchen eingesetzt werden können. Magiebegabten Charakteren stehen pro Tag abhängig von den Charakterwerten und Erfahrungsstufe eine begrenzte Zahl von Zaubersprüchen zur Verfügung. Diese Sprüche muss sich der Magiekundige erst während einer Rast aus seinem Zauberbuch heraus einprägen, bevor er sie wirken kann. Dabei wird zwischen Magier- und Priesterzaubern unterschieden. Magier erlangen neue Sprüche, indem sie ausgewählte Spruchrollen in ihr Zauberbuch kopieren. Priester erhalten ihre Sprüche als göttliche Eingebung, abhängig von ihrer Schutzgottheit. Sie haben keinen Einfluss auf die ihnen zur Verfügung stehende Palette an Zaubersprüchen. Alternativ können beide Klassen auch einmalig anwendbare Spruchrollen bzw. magieauslösende Gegenstände verwenden.
Das Spiel verfügt über Mechaniken, die physische Bedürfnisse und Beeinträchtigungen der Charaktere berücksichtigen. So wird ein Spielcharakter beispielsweise schwächer, wenn er müde oder alkoholisiert ist.

## Entwicklung
Die Entwicklung von Icewind Dale wurde von Chris Parker als Produzent und von Darren Monaghan geleitet. Anders als bei früheren Spielen üblich gab es keine Führungspositionen für die verschiedenen Aufgabenbereiche. Die ersten sechs Monate arbeitete nur ein kleines Team an dem Titel, da man auf einen Mitarbeitertransfer des Teams hinter Planescape: Torment wartete, dessen Fertigstellung sich verzögert hatte.
Das Spiel basiert auf der zweiten Regelwerksedition von Dungeons & Dragons (Advanced Dungeons & Dragons) und nutzt wie Baldur’s Gate und Planescape: Torment die Infinity-Engine des kanadischen Entwicklerstudios BioWare. Die Wahl des Schauplatzes fiel aufgrund der großen Popularität der Icewind-Dale-Buchtrilogie des US-amerikanischen Autors R. A. Salvatore (hierzulande erschienen als Teil der Romanreihe Forgotten Realms: Die Vergessenen Welten), die gleichzeitig einen guten Kontrast zum Schauplatz der Baldur’s-Gate-Reihe darstellte. Auch war diese Region noch nicht detailliert durch das Regelwerk ausgearbeitet und bot den Entwicklern daher mehr Freiheiten. Der Soundtrack stammt von Jeremy Soule. Der Schwerpunkt des Spieldesigns lag auf abwechslungsreichen Dungeons, unterhaltsamen taktischen Kämpfen und einem neutralen Abenteuer im Gegensatz zum persönlichen Handlungsansatz der anderen Infinity-Spiele.
Im Gegensatz zu Baldur's Gate und Planescape: Torment wurden in Icewind Dale die Truheninhalte und die Beutezusammensetzung der erledigten Gegner zufällig generiert. Black Isle hoffte dadurch die Linearität des Titels im Vergleich zu den Schwesterprojekten abzumildern und die Wiederspielbarkeit zu erhöhen.

## Rezeption
Icewind Dale erhielt überwiegend positive Bewertungen. Die Rezensionsdatenbank Metacritic aggregiert 29 Rezensionen zu einem Mittelwert von 87. IGN urteilte, Icewind Dale würde „die Produktivität (des Spielers) im Klo herunterspülen“, denn trotz der etwas klischeehaften Story fessele es und lasse beim Spielen die Zeit völlig vergessen. Es sei für jeden Rollenspiel-Liebhaber geeignet, um die Wartezeit auf Baldur's Gate II zu überbrücken.
Der Soundtrack von Jeremy Soule wurde von Gamespot und IGN jeweils als bester Spielesoundtrack des Jahres 2000 ausgezeichnet.

## Erweiterungen

### Icewind Dale: Herz des Winters
Die offizielle Erweiterung Herz des Winters erschien im Februar 2001, zehn Monate nach Release des Hauptspiels und fünf Monate nach Baldur’s Gate II: Schatten von Amn. Sie ergänzt das Spiel um ca. 20-30 zusätzliche Spielstunden für höherstufige Heldengruppen (ab Stufe 9).

#### Handlung
Die neuen Inhalte sind direkt in das Spiel integriert und können während des Spielverlaufs freigeschaltet werden. In Kuldahar trifft der Spieler dabei mit seiner Heldengruppe auf den aus Uthgard stammenden Barbarenschamanen Hjollder. Dieser ist aufgrund einer Vision nach Kuldahar gereist. Er ist überzeugt, dass die Heldengruppe vom Schicksal dazu bestimmt ist, die große Gefahr eines Krieges zwischen den Uthgard-Stämmen und den Zehnstädten zu verhindern. Er bittet sie, ihn in das weiter nördlich gelegene Städtchen Einsamwald zu begleiten. Die Spannungen dort werden vorangetrieben durch den untoten Barbarenfürsten Wylfdene. Ihm ist es gelungen, die sonst zerstrittenen Stämme unter seinem Banner zu vereinen. Im Auftrag des Schamanen sollen die Helden das düstere Geheimnis lösen, das seine Rückkehr aus dem Totenreich umgibt.
Die Mission führt die Heldengruppe weit von Kuldahar weg. Die Missionen des Hauptspiels können solange nicht weiterverfolgt werden.

#### Neue Inhalte
Die Erweiterung enthält neue Gebiete, 80 neue Gegenstände, 60 neue Zaubersprüche und Fähigkeiten. Die Obergrenze für Erfahrungspunkte wurde auf acht Millionen angehoben und als zusätzliche Herausforderung ein neuer Schwierigkeitsmodus namens Herz des Zorns eingeführt. Für Spieler, die das Hauptspiel bereits beendet haben, gibt es eine Importfunktion, mit der eine bestehende Heldengruppe direkt in die Handlung der Erweiterung versetzt werden kann.

#### Technik
Herz des Winters war mit einem Technik-Upgrade verbunden. Die in Icewind Dale auf 640×480 Bildpunkte beschränkte Auflösung wurde auf 800×600 Bildpunkte angehoben und die Menüleisten konnten nun auf Wunsch komplett ausgeblendet werden. Das Spiel wurde damit auf denselben technischen Stand wie das kurz zuvor veröffentlichte Baldur's Gate II gebracht.

#### Rezeption
Herz des Winters erhielt gute, im Vergleich zu Icewind Dale jedoch leicht schwächere Bewertungen (Metacritic: 74 von 100). Von einigen Rezensenten wurde der Umfang der Erweiterung als zu gering kritisiert.

### Die Herausforderungen des Meisters der Verlockung
Die Herausforderungen des Meisters der Verlockung (engl.: Trials of the Luremaster) ist eine kostenlose Ergänzung zum Add-on Herz des Winters. Sie erschien am 7. September 2001 als Bestandteil des Patches 1.42 als Download. In der Kompilation Icewind Dale – Die Saga wurde sie im November 2001 auch auf CD veröffentlicht. Spätere Sammlungen enthielten diese Erweiterung oft nicht.

#### Handlung
Die Erweiterung beschäftigt sich hauptsächlich mit den Geheimnissen eines offenbar schon vor langer Zeit verlassenen Schlosses. Die Heldengruppe wird während ihres Aufenthalts in Einsamwald, dem Handlungsort von Herz des Winters, in der Taverne des Ortes von einem Halbling namens Hobart Stummelzeh um Hilfe gebeten. Sobald die Gruppe vollzählig ist, wird sie in eine weit entfernte Gegend versetzt, wo sie sich den namensgebenden Fallen und Herausforderungen des Meisters der Verlockung stellen müssen.
Während des Aufenthalts in der Anauroch können weder die Missionen der Erweiterung Herz des Winters, noch die des Hauptspiels weiterverfolgt werden.

#### Entwicklung
Die Herausforderungen des Meisters der Verlockung entstanden als unmittelbare Reaktion Black Isles auf die Kritik an der Spiellänge des Add-ons Herz des Winters. Maßgeblich verantwortlich für die zusätzlichen Inhalte war Designer Stephen Bokkes. Anders als beim Hauptspiel und dem ersten Add-on Herz des Winters lag der Schwerpunkt des Spiels verstärkt auf Rätseln. Das 8–10-stündige Abenteuer umfasst 20 neue Gebiete und wurde als zusätzliche kostenlose Erweiterung in Patch 1.42 für Herz des Winters integriert. Es erschien lokalisiert auch für den deutschen Markt.

## Icewind Dale: Enhanced Edition
Die Icewind Dale: Enhanced Edition ist eine überarbeitete und erweiterte Fassung von Icewind Dale inklusive der Add-ons Heart of Winter und Trials of the Luremaster. Hauptmerkmal neben der Zusammenfassung der ursprünglich separaten Veröffentlichungen ist die Portierung des Spiels auf neuere Betriebssysteme und Geräte mit Touch-Steuerung. Entwickelt wurde diese Fassung durch das kanadische Entwicklungsstudio Overhaul Games; die Veröffentlichung erfolgte im Oktober 2014 durch den Publisher und Overhaul-Eigentümer Beamdog. Seitdem folgten Versionen für iOS, Ubuntu, SteamOS und macOS. Eine Fassung für Android erschien im August 2018. Im Dezember 2019 erscheint dieser Titel auch für PS4, Xbox One und Nintendo Switch.

### Entwicklung (Enhanced Edition)
Nachdem Beamdog, Betreiber der gleichnamigen Online-Vertriebsplattform für Computerspiele, und dessen Entwicklungsstudio unter Leitung des ehemaligen BioWare-Mitarbeiters Trent Oster im Jahr 2012 mit Baldur’s Gate: Enhanced Edition (BGEE) und 2013 mit Baldur’s Gate II: Enhanced Edition (BG2EE) bereits zwei mit der Infinity-Engine entwickelte Titel überarbeitet und neu veröffentlicht hatten, wurde am 30. August 2014 auf der Messe PAX in Seattle auch eine Neuauflage von Icewind Dale angekündigt.

### Rezeption (Enhanced Edition)
Das Spiel erhielt positive Bewertungen. Gameplanet vergab 9 von 10 Punkten und lobte die Entwickler, aus Fehlern bei den beiden Neuauflagen der Baldur’s-Gate-Reihe gelernt zu haben: „Third time's a charm“. Ein Fehltritt sei jedoch der Story Mode – eine Spielvariante, bei dem die Heldengruppe doppelt so schnell aufsteigt und unsterblich ist.

## Fortsetzung
Nachdem die Black Isle Studios 2001 die Arbeiten an ihrem Rollenspielprojekt Torn aufgrund anhaltender technischer Probleme einstellen mussten, wurde die alternde Infinity-Engine ein weiteres Mal reaktiviert, um einen soliden Titel mit kurzem Entwicklungszyklus zu produzieren. Nach zehnmonatiger Entwicklungszeit wurde Icewind Dale II im Spätsommer / Winter 2002 veröffentlicht, das lose an die Handlung des ersten Teils anschließt und als größte Neuerung eine Umstellung des Regelwerks auf die damals aktuelle 3. Edition von Dungeons & Dragons beinhaltete.